# Надоша, Олег Владимирович
Оле́г Влади́мирович Надо́ша (род. 19 апреля 1964, Кременчуг, Полтавская область) — украинский политический деятель.

## Биография
Окончил 8 классов Кременчугской средней школы № 11, ПТУ-19 (1982, с отличием) и поступил в Полтавский инженерно-строительный институт на факультет «Промышленное и гражданское строительство». После первого курса призван в армию, окончил институт в 1989 году и приступил к работе мастером в тресте «Кременчугрудстрой». 
С 1991 по 1994 год заместитель управляющего трестом. С 1994 по 1996 год работал на руководящих должностях на различных предприятиях г. Кременчуг. В 1996 году по решению западноевропейского отделения американской компании «ТРЕЙД ЮНИОН» был назначен генеральным директором СП «Экспопродукт».
С 1998 по 2000 год – городской голова Кременчуга. По сфабрикованному уголовному делу уволен с должности, но даже после оправдательного приговора суда и отмены всех обвинений не был восстановлен.
В 2001–2002 гг. первый заместителем генерального директора государственного предприятия МО Украины «Укроборонпоставщик». В 2002 – 2004 гг. первый заместитель генерального директора ГП «Укррезерв» Государственного комитета Украины по материальному резерву.
С 2005 г. заместитель руководителя Государственного комитета Украины по материальным резервам.
Дважды избирался депутатом Верховной Рады (5-й и 6-й созывы), был заместителем Главы комитета по молодёжной политике и спорту, в 2007 году избран главой комитета по Архитектуре и строительству ВРУ.
Награжден  правительственными наградами и грамотами. Кандидат наук по государственному управлению и автором научных статей и книг о системах государственного управления на Украине.